# امبر کو
کو تسای چیه (متولد ۱۹ فوریه ۱۹۸۶) که با نام آمبر کوئو نیز شناخته می‌شود، خواننده و بازیگر تایوانی است.
او در سال ۲۰۱۰ نامزد دریافت جایزه بهترین بازیگر زن در چهل و پنجمین جوایز زنگ طلایی برای بازی در زمان‌های شاد آن سال شد. او در دوازدهمین جشنواره فیلم تایپه در سال ۲۰۱۰ جایزه بهترین استعداد جدید را برای بازی در فیلم خداحافظ تایپه دریافت کرد.
کو در سال ۲۰۰۸ از دانشگاه ملی تایپه با مدرک لیسانس در رشته مددکاری اجتماعی فارغ‌التحصیل شد. کو یک مسیحی خودخوانده است و در ۳۱ مه ۲۰۱۳ در کلیسای حقیقت لوتری تایپه غسل تعمید داده شد